# Coll de la Serra
El Coll de la Serra és una collada dels contraforts nord-orientals del Massís del Canigó, a 896,5 metres d'altitud, en el límit dels termes comunals de Cornellà de Conflent i Fullà, tots dos a la comarca del Conflent, de la Catalunya del Nord.
Està situat a la zona nord-oriental del terme de Fullà i al nord-oest del de Cornellà de Conflent. En aquest coll hi ha el Dolmen de Coberturat.